# Anse-à-Foleur
 Anse-à-Foleur (Haitianisch-Kreolisch Ansafolè) ist eine Gemeinde in Haiti im Département Nord-Ouest.

## Geschichte
Anse-à-Foleur hat seit erster Besiedlung im 17. Jahrhundert den Namen „seichte Bucht des Diebs“ behalten (wobei es sich bei dem Wort Foleur um eine Verballhornung des Begriffs Voleur handelt).
Der Ort erhielt im Jahr 1885 den offiziellen Status einer Gemeinde.
Die in Anse-à-Foleur zu erlebende enge Verflechtung des Voodoo und christlichem Glaubens geht auf die Ankunft von Sklaven aus dem Kongo zurück. Die europäischen Siedler verboten die „heidnische“ Praxis des Voodoo. Allerdings wurden einige Elemente des Christentums von den Voodoo-Priestern in ihre Zeremonien integriert. Die Anhänger beider Religionen leben seit Langem in Harmonie. in der Gemeinde findet sich ein Jubiläums-Voodoo-Monument ebenso wie die katholische Kirche Sainte-Anne de l'Anse-à-Foleur.
Während der Krise in Haiti seit 2018 wurde Anse-à-Foleur Anfang 2024 vollständig durch bewaffnete Banden von der Außenwelt abgeschnitten. Ordnungskräften gelang es nach Wochen, die Straßen wieder zu öffnen.

## Lage und Beschreibung
Neben dem Zentrum der Gemeinde Ville de Anse-à-Foleur bestehen drei ländliche Gemeindebezirke:
1. Bas de Sainte-Anne mit Chateau, Dos Poste, Duval, Fond Dupont, Lan Gra, La Noire, Lanoix, Lan Port, La Vert, Menage und Nan Gra,
2. Mayance mit Barrière-Rouge, Beaulieu, Dity, Fond Vert Pré, Litete, Marc-Aurèle, Marché, Mola, Nan Cite, Nan Jean-Charles und Soubetier sowie
3. Côtes-de-Fer mit Bambou-Ligros, Bayon, Belair, Carrefour, Dorlon, Francilette, Grand-Chimin, Grand-Fond, Grand-Platon, Nan Bezoin, Nan Bouton, Nan Figue, Nan Joupas, Nan Mombin, Nan Rapport, Nan Trompette, Petit-Mondri, Sor Margot, Trois Carrefours, Vieu Caille und Zabricot.

Die Küstenstraße Route Départementale RD-152 führt durch die Gemeinde und verbindet sie im Westen mit der Route Nationale RN-5 in Port-de-Paix (28 Kilometer) und im Südosten mit der Route Nationale RN-1 in Limbé (52 Kilometer).